# Burgh Castle
Burgh Castle is een civil parish in het bestuurlijke gebied Great Yarmouth, in het Engelse graafschap Norfolk met 1150 inwoners.